# Poppenrod
Poppenrod ist ein Ortsteil der Gemeinde Hosenfeld im osthessischen Landkreis Fulda.

## Geografische Lage
Poppenrod liegt am östlichen Rande des Vogelsberges und am südwestlichen Ortsrand von Hosenfeld. Der Ort liegt an der Mündung des von Brandlos kommenden Brandloser Wassers in die Jossa. Poppenrod liegt an der Landesstraße 3079, die von Fulda über Giesel und Hosenfeld nach Bermuthshain im Vogelsbergkreis führt.

## Geschichte

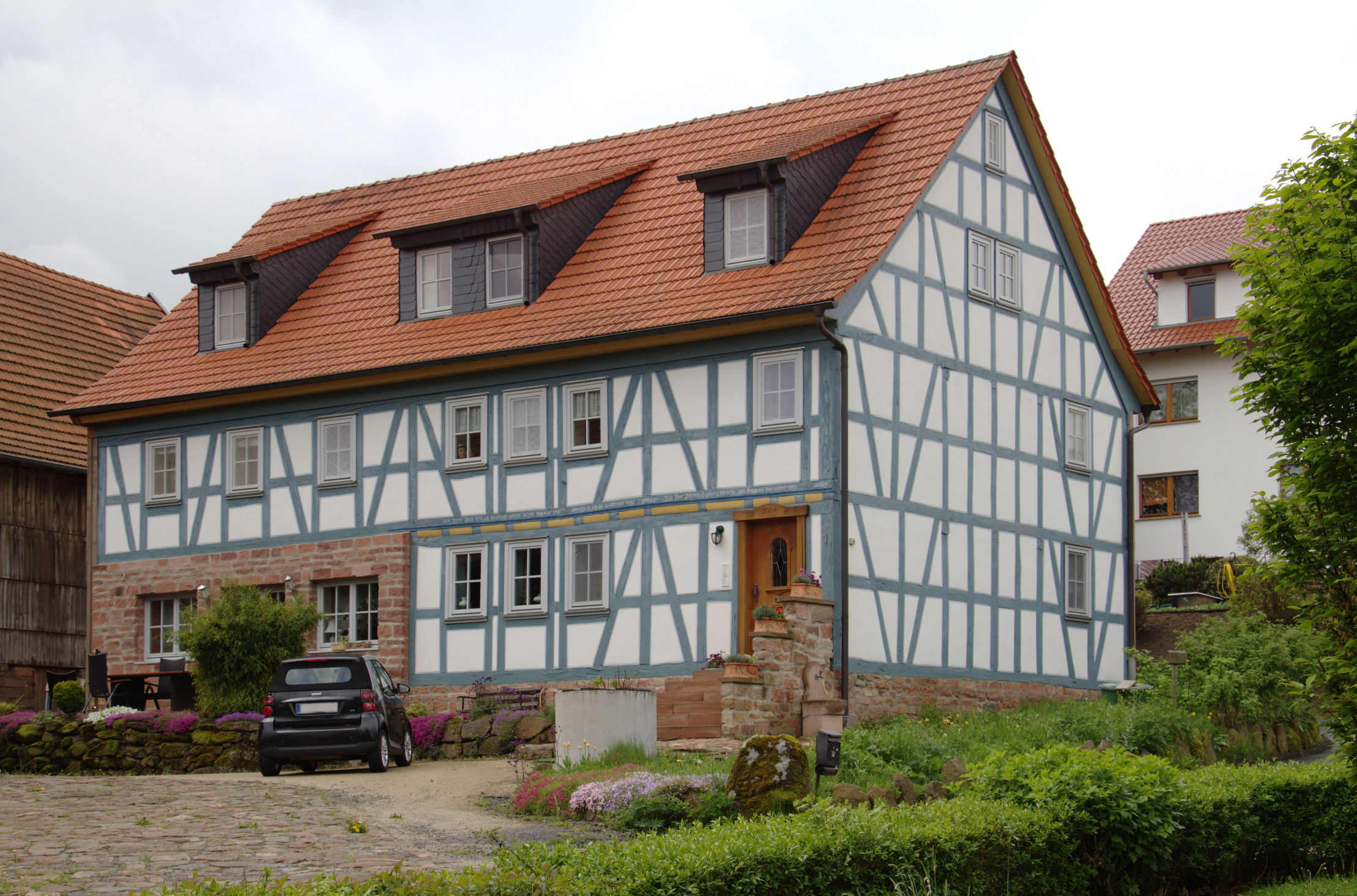
Fachwerkhaus in der Ortsmitte

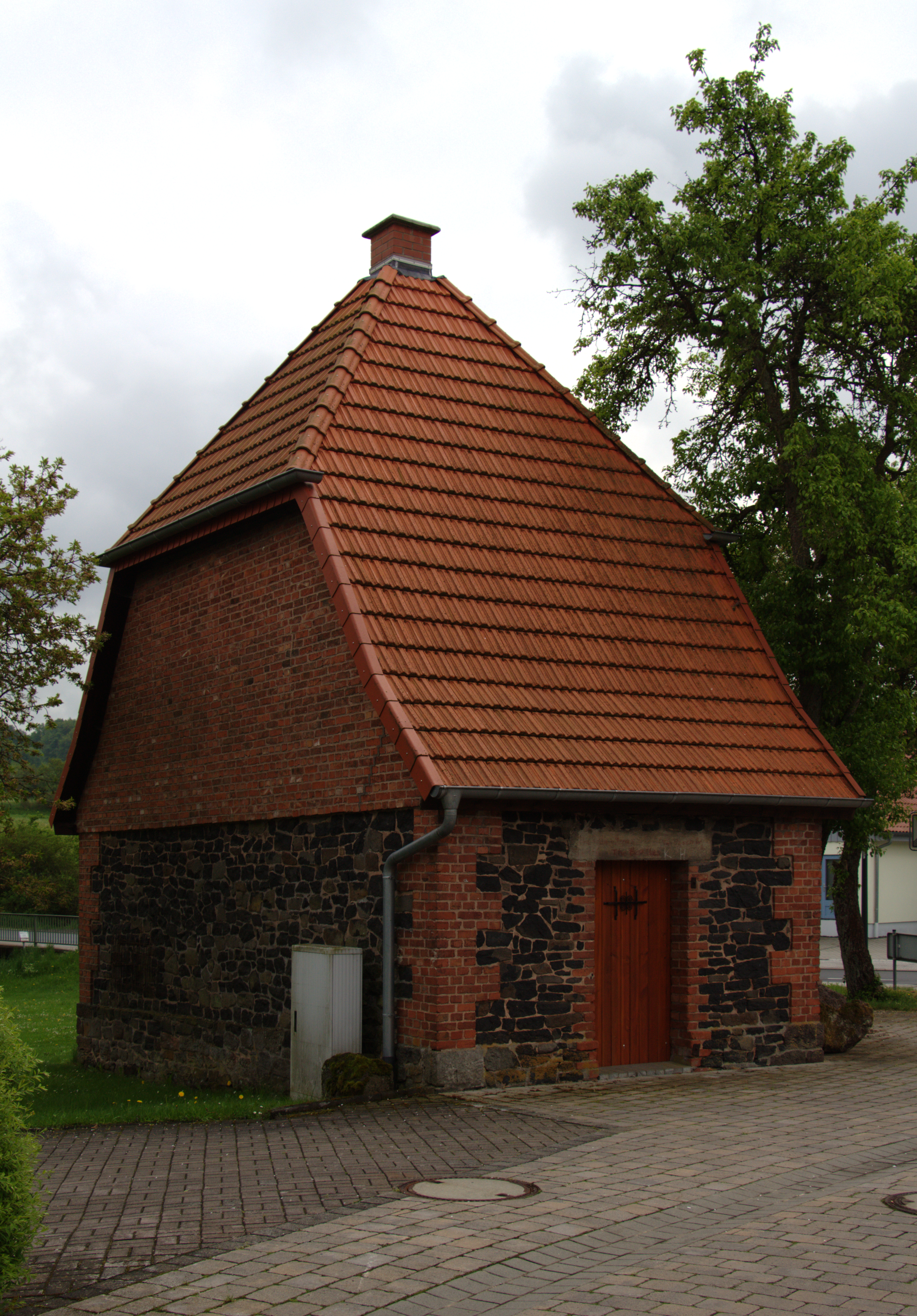
Das markante Feldsteinbackhaus in der Ortsmitte

### Ortsgeschichte
Seinem Namen nach war der Ort eine wohl spätestens im 11. Jahrhundert seitens eines nicht näher bekannten Bobbo (Poppo) erfolgten Rodung. Die älteste bekannte schriftliche Erwähnung von Poppenrod erfolgte 1273.
- 1273: Winther von Steinaha (Steinau) verkauft mit Zustimmung seiner Gemahlin Lukardis und seines Sohnes Friedrich seine Güter zu Bobbinrode dem Nonnenkloster Blankenau.[3]
- 1528: Die Ortschaft heißt inzwischen Bappenrode und zählt sechs Zinsende.
- 1543: Der Name der Ortschaft wird jetzt mit Boppenrodt und Poppenrodt bezeichnet. Das Dorf gehörte zum Gericht Hosenfeld und war bis 1752 im Besitz der Herren von Lüder.

Hessische Gebietsreform (1970–1977)
Die bis dahin selbständigen Gemeinden Blankenau, Brandlos, Hainzell, Jossa, Pfaffenrod, Poppenrod und Schletzenhausen mit dem Weiler Gersrod gaben am 31. Dezember 1971 ihre Eigenständigkeit auf und wurden im Zuge der Gebietsreform in Hessen auf freiwilliger Basis in die Gemeinde Hosenfeld eingegliedert.
Für alle nach Hosenfeld eingegliederten Gemeinden und die Kerngemeinde wurde je ein Ortsbezirk gebildet.

### Verwaltungsgeschichte im Überblick
Die folgende Liste zeigt die Staaten und Verwaltungseinheiten, denen Poppenrod angehört(e):
- vor 1803: Heiliges Römisches Reich, Hochstift Fulda, Propsteiamt Blankenau
- 1803–1806: Heiliges Römisches Reich, Fürstentum Nassau-Oranien-Fulda,[Anm. 2] Fürstentum Fulda, Amt Blankenau
- 1806–1810: Kaiserreich Frankreich,[Anm. 3] Fürstentum Fulda (Militärverwaltung)
- 1810–1813: Großherzogtum Frankfurt, Departement Fulda, Distrikt Großenlüder
- ab 1816: Kurfürstentum Hessen, Großherzogtum Fulda, Amt Großenlüder[8]
- ab 1821: Kurfürstentum Hessen, Provinz Fulda, Kreis Fulda[Anm. 4]
- ab 1848: Kurfürstentum Hessen, Bezirk Fulda
- ab 1851: Kurfürstentum Hessen, Provinz Fulda, Kreis Fulda
- ab 1867: Norddeutscher Bund, Königreich Preußen,[Anm. 5] Provinz Hessen-Nassau, Regierungsbezirk Kassel, Kreis Fulda
- ab 1871: Deutsches Reich, Königreich Preußen, Provinz Hessen-Nassau, Regierungsbezirk Kassel, Kreis Fulda
- ab 1918: Deutsches Reich, Freistaat Preußen,[Anm. 6] Provinz Hessen-Nassau, Regierungsbezirk Kassel, Kreis Fulda
- ab 1944: Deutsches Reich, Freistaat Preußen, Provinz Kurhessen, Landkreis Fulda
- ab 1945: Deutsches Reich, Amerikanische Besatzungszone,[Anm. 7] Groß-Hessen, Regierungsbezirk Kassel, Landkreis Fulda
- ab 1946: Deutsches Reich, Amerikanische Besatzungszone, Hessen, Regierungsbezirk Kassel, Landkreis Fulda
- ab 1949: Bundesrepublik Deutschland, Hessen, Regierungsbezirk Kassel, Landkreis Fulda
- ab 1972: Bundesrepublik Deutschland, Hessen, Regierungsbezirk Kassel, Landkreis Fulda, Gemeinde Hosenfeld

## Bevölkerung

### Einwohnerstruktur 2011
Nach den Erhebungen des Zensus 2011 lebten am Stichtag, dem 9. Mai 2011, in Poppenrod 201 Einwohner. Darunter waren keine Ausländer. Nach dem Lebensalter waren 42 Einwohner unter 18 Jahren, 99 zwischen 18 und 49, 36 zwischen 50 und 64 und 27 Einwohner waren älter. Die Einwohner lebten in 78 Haushalten. Davon waren 18 Singlehaushalte, 15 Paare ohne Kinder und 36 Paare mit Kindern, sowie 6 Alleinerziehende und 3 Wohngemeinschaften. In 12 Haushalten lebten ausschließlich Senioren und in 60 Haushaltungen lebten keine Senioren.

### Einwohnerentwicklung
| • 1812: | 9 Feuerstellen, 77 Seelen |

| Poppenrod: Einwohnerzahlen von 1812 bis 2020 | Poppenrod: Einwohnerzahlen von 1812 bis 2020 | Poppenrod: Einwohnerzahlen von 1812 bis 2020 | Poppenrod: Einwohnerzahlen von 1812 bis 2020 | Poppenrod: Einwohnerzahlen von 1812 bis 2020 |
| --- | -------------------------------------------- | -------------------------------------------- | -------------------------------------------- | -------------------------------------------- |
| Jahr |                                              |                                              |                                              | Einwohner                                    |
| 1812 | 1812                                         |                                              | 77                                           | 77                                           |
| 1834 | 1834                                         |                                              | 82                                           | 82                                           |
| 1840 | 1840                                         |                                              | 88                                           | 88                                           |
| 1846 | 1846                                         |                                              | 87                                           | 87                                           |
| 1852 | 1852                                         |                                              | 86                                           | 86                                           |
| 1858 | 1858                                         |                                              | 83                                           | 83                                           |
| 1864 | 1864                                         |                                              | 88                                           | 88                                           |
| 1871 | 1871                                         |                                              | 74                                           | 74                                           |
| 1875 | 1875                                         |                                              | 76                                           | 76                                           |
| 1885 | 1885                                         |                                              | 79                                           | 79                                           |
| 1895 | 1895                                         |                                              | 86                                           | 86                                           |
| 1905 | 1905                                         |                                              | 76                                           | 76                                           |
| 1910 | 1910                                         |                                              | 74                                           | 74                                           |
| 1925 | 1925                                         |                                              | 88                                           | 88                                           |
| 1939 | 1939                                         |                                              | 76                                           | 76                                           |
| 1946 | 1946                                         |                                              | 119                                          | 119                                          |
| 1950 | 1950                                         |                                              | 112                                          | 112                                          |
| 1956 | 1956                                         |                                              | 114                                          | 114                                          |
| 1961 | 1961                                         |                                              | 112                                          | 112                                          |
| 1967 | 1967                                         |                                              | 137                                          | 137                                          |
| 1970 | 1970                                         |                                              | 143                                          | 143                                          |
| 1979 | 1979                                         |                                              | 161                                          | 161                                          |
| 1995 | 1995                                         |                                              | 174                                          | 174                                          |
| 2020 | 2020                                         |                                              | 204                                          | 204                                          |
| Datenquelle: Historisches Gemeindeverzeichnis für Hessen: Die Bevölkerung der Gemeinden 1834 bis 1967. Wiesbaden: Hessisches Statistisches Landesamt, 1968. Weitere Quellen: LAGIS; Gemeinde Hosenfeld (HW+NW); Zensus 2011 |                                              |                                              |                                              |                                              |

### Religion
Die meisten Einwohner bekennen sich zur katholischen oder zur evangelischen Religion, wobei die Katholiken die überwiegende Mehrheit bilden.
Katholisch:
Pfaffenrod ist der römisch-katholischen Pfarrei St. Peter und St. Paul in Hosenfeld im Bistum Fulda zugeordnet.
Evangelisch:
Die evangelischen Christen zählen zur Kreuzkirche Fulda im Kirchenkreis Fulda, Sprengel Hanau der Evangelischen Kirche von Kurhessen-Waldeck.
Historische Religionszugehörigkeit
| • 1885: | 79 katholische (= 100 %) Einwohner                               |
| • 1961: | 4 evangelische (= 4,57 %), 108 katholische (= 96,43 %) Einwohner |

## Politik
Für den Ortsteil Poppenrod besteht ein Ortsbezirk (Gebiete der ehemaligen Gemeinden Poppenrod) mit Ortsbeirat und Ortsvorsteher nach der Hessischen Gemeindeordnung.
Der Ortsbeirat besteht aus fünf Mitgliedern. Bei den Kommunalwahlen in Hessen 2021 betrug die Wahlbeteiligung zum Ortsbeirat 72,54 %. Alle Kandidaten gehörten der Wählergruppe Poppenrod an.
Der Ortsbeirat wählte Thomas Simon zum Ortsvorsteher.

## Kultur und Infrastruktur

### Vereine
Einziger Verein des Ortes ist die Freiwillige Feuerwehr Poppenrod. Da in Poppenrod keine weiteren Vereine existieren, schreibt sich die Feuerwehr neben den Hauptaufgaben des Brandschutzes besonders die Förderung der Brauchtumspflege und des Heimatgedankens auf die Fahnen. Sie stellt mit ihren ehrenamtlichen Mitgliedern in der Einsatzabteilung und mit finanzieller Ausstattung der Gemeinde Hosenfeld den Brandschutz und die allgemeine Hilfe sicher.

### Gemeinschaftliche Einrichtungen
Poppenrod verfügt über ein Kriegerehrenmal. Ein Bürgerhaus mit Feuerwehrhaus im Untergeschoss und ein markantes Backhaus in der Ortsmitte. Den Kindern und Jugendlichen des Dorfes stehen ein Kinderspielplatz und ein Bolzplatz hinter dem Bürgerhaus, der auch vereinzelt bei Festveranstaltungen der Vereine als Festplatz genutzt wird, zur Verfügung.
Das Bürgerhaus
Mit einer Bürgerversammlung des Ortsbeirates am 16. Mai 2003 im "Stall" – dem alten Dorfgemeinschaftsraum – wurde mit Bürgermeister Bruno Block, den anwesenden Gemeindepolitikern und der Bürgerschaft die Umsetzung der Eigenleistung "Bau eines Bürgerhauses" besprochen. Das Richtfest wurde bereits am 13. Dezember 2003 gefeiert.
Die Einweihung und Inbetriebnahme des neuen Bürgerhauses erfolgte mit der kirchlichen Segnung am 24. September 2006. Die Errichtung erfolgte ohne staatliche Förderung mit Gemeindemitteln und mit großer Eigenleistung der Bürgerschaft unter dem Ortsvorsteher Thomas Simon. Die planungsmäßigen Vorarbeiten begannen bereits unter seinem Amtsvorgänger Anton von Keitz.
Doppel-Förderschwerpunkt in der Dorferneuerung
Seit Anerkennung als Förderschwerpunkt im Jahr 1999 sind bei einem förderfähigen Gesamtinvestitionsvolumen von 1,018 Millionen Euro 736.600 Euro für kommunale Maßnahmen in die beiden Hosenfelder Ortsteile Jossa und Poppenrod geflossen. Kostenträchtigstes Projekt war die Erweiterung und Sanierung des Dorfgemeinschaftshauses in Jossa, für dessen alten Fachwerkteil noch eine Nutzung gefunden werden muss. Im privaten Bereich wurden seit Anerkennung des Doppel-Förderschwerpunkts 26 Einzelmaßnahmen mit einem Investitionsvolumen von rund einer Million Euro und 273.800 Euro an Zuschüssen gefördert.
Im Einzelnen handelte es sich um die Neugestaltung des Poppenroder Ortseingangs mit Pflasterung einer kleinen Platzfläche und grünordnerischen Arbeit sowie die Sanierung des Backhauses Poppenrod und gestalterische Verbesserungsmaßnahmen am alten Dorfgemeinschaftshaus in Poppenrod (Stall) der von den Mitgliedern des Musikvereins Hosenfeld in erheblicher Eigenleistung zum "Musikhaus Poppenrod" umgebaut wurde. Die Neugestaltung des Spielplatzes in Jossa wurde gefördert. Die Zuwendungssumme belief sich auf 83.700 Euro.